# Scholen van Morgen
Scholen van Morgen is een project van de Vlaamse overheid, AG Real Estate en BNP Paribas Fortis. Het project zorgt voor het ontwerpen, bouwen, financieren en onderhouden van 165 geplande schoolbouwprojecten in Vlaanderen. De geplande kosten van het project zijn 1,5 miljard euro.
Om een antwoord te bieden op de oplopende wachtlijsten legde de Vlaamse overheid in 2006, onder toenmalig Vlaams minister van Onderwijs Frank Vandenbroucke, de fundamenten voor een inhaalbeweging met als doel de grote achterstand op het gebied van scholenbouw terug te dringen. In de eerste plaats zou het budget voor de reguliere standaardprocedure van AGIOn (Agentschap voor Infrastructuur in het Onderwijs) substantieel worden verhoogd. Anderzijds zou ook de private sector investeren via een Publiek-Private Samenwerking (PPS), later Scholen van Morgen genaamd.
Als gevolg van een moeizaam aanbestedingsproces van die Publiek-Private Samenwerking en de kredietcrisis duurde het nog tot 2010 vooraleer de DBFM Scholen van Morgen nv operationeel was en de inhaaloperatie effectief van start kon gaan. Via deze vennootschap slaagde men erin om 1,5 miljard euro te mobiliseren voor de bouw en de renovatie van 165 schoolgebouwen. De omvang hiervan is uniek en Scholen van Morgen is tot nu toe een van de grootste PPS-programma’s op sociaal gebied. De Vlaamse overheid koos aldus voor een tweesporenbeleid: enerzijds via de reguliere procedure van AGIOn en anderzijds via de PPS Scholen van Morgen.
De geplande 165 projecten (625.000 m² aan gebouwoppervlakte) hebben in totaal een impact op 125.000 scholieren.
De eerste opgeleverde school, het GTI te Londerzeel, werd geopend op 1 september 2014.

## Stand van zaken
Scholen van Morgen zorgt voor 182 nieuwe scholen in Vlaanderen, die een gebouwoppervlakte van 710.000 m² beslaan. De scholen zijn zowel basisscholen, scholen voor bijzonder onderwijs, secundaire scholen en scholen voor het volwassenenonderwijs. Dit voor alle netten van het onderwijs.Na de bouw worden de scholen gedurende 30 jaar onderhouden door het project.
Initieel zaten er 165 schoolbouwprojecten in het programma. Als gevolg van de btw-verlaging op scholenbouw werden in 2016 17 extra schoolbouwprojecten toegevoegd.
De bouw van de meeste scholen startte in de tweede helft van 2014 en in 2015. De eerste school, het GTI te Londerzeel opende op 1 september 2014. Bij die openingsceremonie waren onder andere minister-president Geert Bourgeois en minister van Onderwijs Hilde Crevits aanwezig.
Op 10 december 2016 werd het honderdste project opgeleverd, het nieuwe gebouw van Vrije Basisschool de Horizon in Zwevezele.
Eind 2017 zijn er in totaal 150 projecten reeds opgeleverd en in gebruik genomen (=90% van de initiële opdracht).

## Kosten
De kosten van het totale project bedragen 1,5 miljard euro, waarvan 925 miljoen euro voor de bouw van de scholen is uitgetrokken en 355 miljoen voor het 30-jarig onderhoud.
Tot op het moment van de oplevering worden alle kosten voorgefinancierd via DBFM Scholen van Morgen nv. Daarna worden gedurende de 30-jarige onderhoudsperiode beschikbaarheidsvergoedingen betaald aan DBFM Scholen van Morgen nv. Na 30 jaar wordt de schoolinfrastructuur kosteloos overgedragen aan de Inrichtende Macht/schoolbestuur.
Deze eenmalige en grootscheepse inhaalbeweging lost echter niet alle onderwijshuisvestingsproblemen op. Er blijft een lange wachtlijst bij het Agentschap voor Infrastructuur in het Onderwijs. In het jaarverslag 2015 van AGION is er sprake van 1.697 dossiers op de wachtlijst voor een totaalbedrag van 2,4 miljard aan gevraagde subsidies. Dit is echter nog zonder de bouwprojecten van het GO!-onderwijs gerekend, waar een bijkomende nood van 1,7 miljard is. De gemiddelde wachttijd voor de financiering van een project is elf jaar.